# 中山中路御街遗址
30°14′40.9″N 120°09′58.5″E / 30.244694°N 120.166250°E
中山中路御街遗址是南宋御街的一段遗址，位于浙江省杭州市上城区清波街道中山中路112号。遗址因中山路建设工程进行考古调查，发掘于2008年3至4月，发掘面积95平方米。发掘发现砖砌道路遗迹和排水沟及房屋建筑遗迹，证实了南宋御街的宽度以及材质由砖砌到石板铺筑的演变，同时也发现了叠压在宋代地层之上的元代至民国道路遗迹。遗址设置开放式展陈场所，供游人参观。